# Narząd Tömösváry’ego

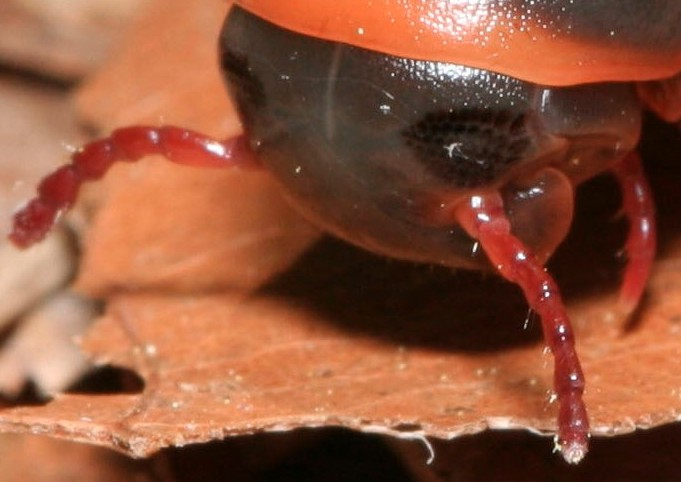
Głowa krocionoga Necator americanus, narząd Tömösváry’ego znajduje się u nasady czułka, poniżej oka

Narząd Tömösváry’ego, narząd skroniowy, ang. Tömösváry organ – narząd zmysłów występujący u niektórych wijów. Występuje na głowie i jest uformowany w kształcie wypukłej obręczy lub podkowy, niekiedy jest mały i ma postać pora. Znajduje się obustronnie poniżej zagłębień u podstawy czułków. Funkcją narządu jest recepcja stopnia wilgotności otoczenia bądź węchowa. Anatomia narządu została bardzo dobrze zbadana, jednak mechanizm fizjologiczny w jakim zachodzić miałyby te procesy nie został dotąd poznany. Strukturę tę opisał w 1883 roku węgierski myriapodolog Ödön Tömösváry (1852-1884).